# Fantasiana Erlebnispark
Koordinaten: 48° 0′ 41″ N, 13° 17′ 22″ O
Der Fantasiana Erlebnispark Straßwalchen ist ein Freizeit- und Themenpark in Straßwalchen im Land Salzburg in Österreich. Mit einer Fläche von 88.000 m² ist er der größte Themenpark Österreichs. Auf dem Gelände des Parks werden in 8 Themenbereichen über 50 Fahrgeschäfte geboten. Des Weiteren verfügt der Erlebnispark über eine Cafeteria sowie drei Selbstbedienungsrestaurants.

## Betreiber
Betrieben wird das Fantasiana von der Fantasy Factory Betriebsgesellschaft m.b.H.

## Themenbereiche
Der Erlebnispark ist in 8 Themenbereiche gegliedert.
| Themenbereich     | Hauptattraktion                     |
| ----------------- | ----------------------------------- |
| Schlosshof        | Schloss Dracula                     |
| Afrika Orient     | Mami Wata                           |
| Westernstadt      | Westerneisenbahn                    |
| Pilzhausen        | Schneckenbahn                       |
| Damalsland        | Flyrosaurus                         |
| Märchenwald       | Pendula                             |
| Das magische Dorf | Fridolin’s verrückter Zauberexpress |
| Sonnenbucht       | Helios                              |

## Attraktionen

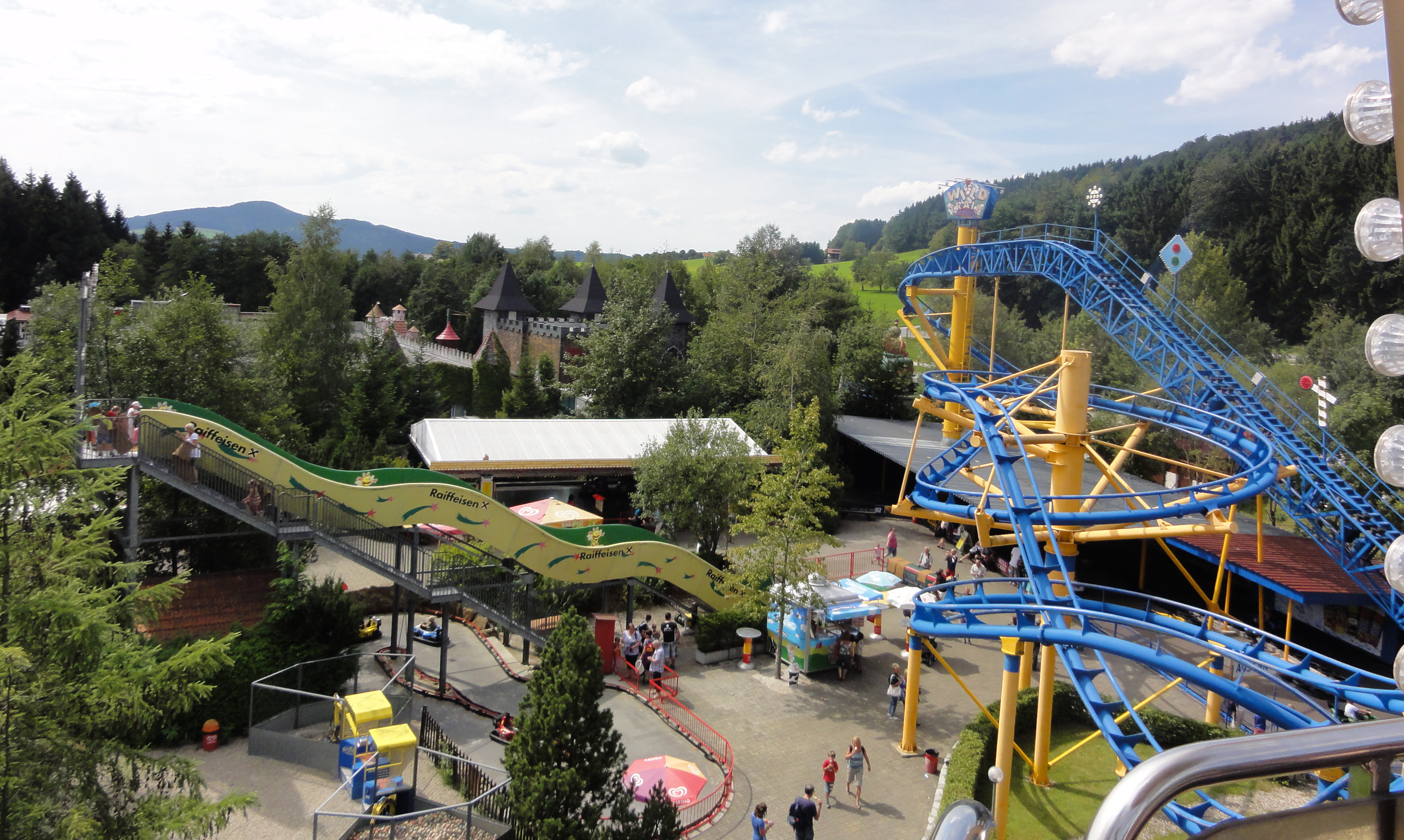
Blick vom Riesenrad mit dem ehemaligen Wild Train (rechts).

### Achterbahnen
Der Erlebnispark Fantasiana besitzt zwei Achterbahnen. Der Family Launch Coaster Fridolin’s verrückter Zauberexpress der Firma ART Engineering im magischen Dorf und der Mack BigDipper Helios, der den Wild Train der russischen Firma Pax Company ersetzt hat.

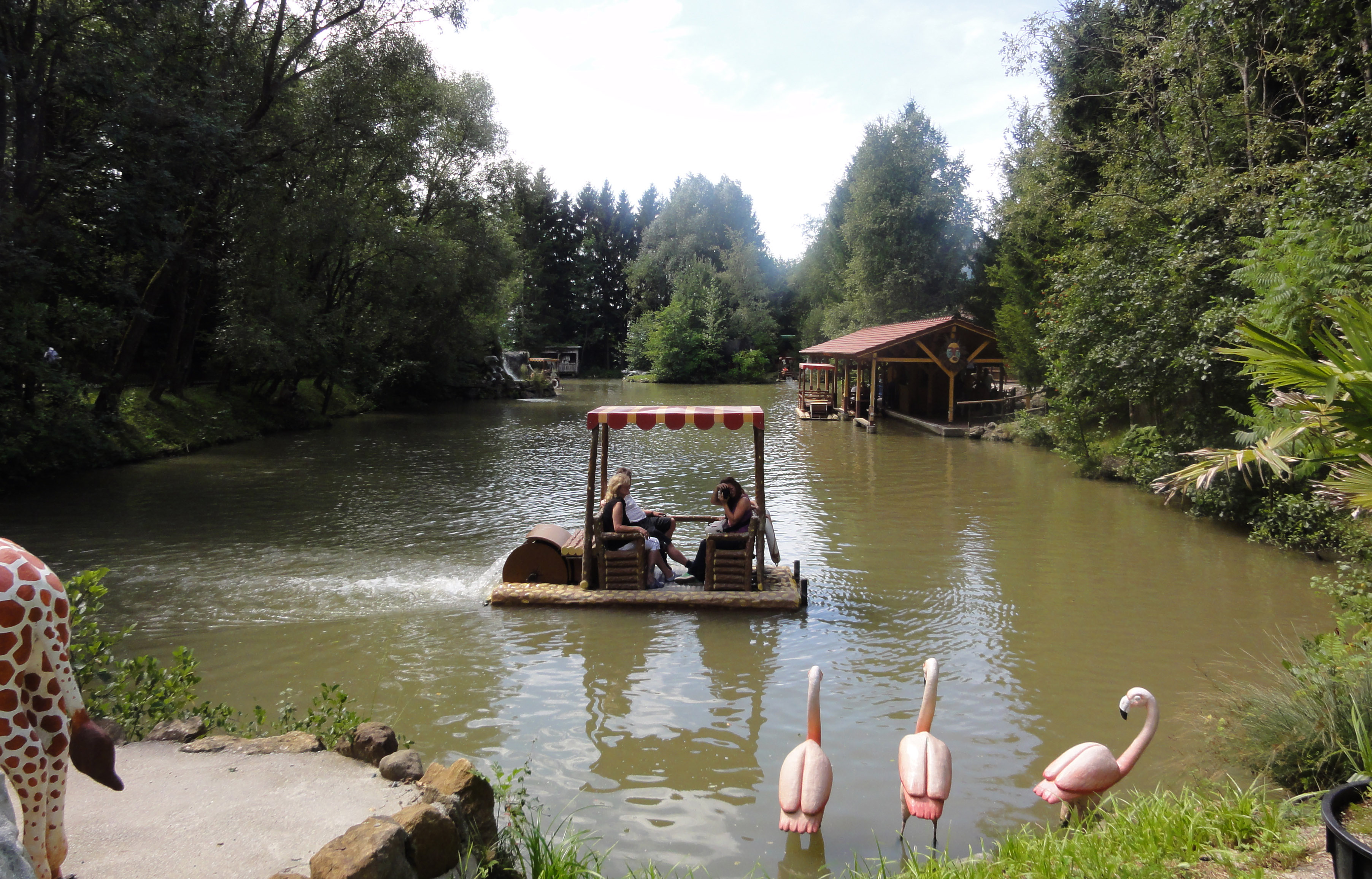
Floßfahrt im Themenbereich Afrika Orient.

| Name                                | Höhe | Länge | max. Geschwin-digkeit | Kapazität (in Pers./h) | Fahrzeit (in Min.) | Mindestgröße | Typ                   | Eröffnungsjahr | Schließungsjahr | Hersteller                                     | Themenbereich     |
| ----------------------------------- | ---- | ----- | --------------------- | ---------------------- | ------------------ | ------------ | --------------------- | -------------- | --------------- | ---------------------------------------------- | ----------------- |
| Fridolin’s verrückter Zauberexpress | 12 m | 245 m | 55 km/h               | 500                    | 1:15               | 90 cm        | Family Launch Coaster | 2021           |                 | ART Engineering (Strecke) Mack Rides (Schiene) | Das magische Dorf |
| Wild Train                          | 18 m | 300 m | 48 km/h               | -                      | 0:50               | 120 cm       | Wild Train            | 2005           | 2024            | Pax Company                                    | Action            |
| Helios                              | 23 m | 470 m | 75 km/h               | -                      | -                  | -            | Big Dipper            | 2025           |                 | Mack Rides                                     | Sonnenbucht       |

### Weitere Attraktionen (Auswahl)
Neben den Achterbahnen bietet das Fantasiana rund 50 weitere Attraktionen.
| Name                        | Typ                        | Hersteller                  | Eröffnungsjahr | Themenbereich     |
| --------------------------- | -------------------------- | --------------------------- | -------------- | ----------------- |
| Schloss Dracula             | Walkthrough                | Eigenkonstruktion / Hofmann | 2008           | Schlosshof        |
| Wurlibahn                   | Kindereisenbahn            | SBF Visa                    |                | Schlosshof        |
| Zauberwaldtheater           | Elektronik-Show            | Eigenkonstruktion / Hofmann | 1995           | Schlosshof        |
| Oldtimerfahrt               | Oldtimerfahrt              | SBF Visa                    |                | Schlosshof        |
| Mami Wata                   | Wildwasserbahn             | Hafema                      | 2015           | Afrika Orient     |
| Sindbads Abendteuerreise    | Dark Ride                  | I.E.Park / Hofmann          | 2004           | Afrika Orient     |
| Tausendundeine Nacht Palast |                            |                             |                | Afrika Orient     |
| 4D-Kino                     | 4D-Kino                    |                             |                | Afrika Orient     |
| Jeepfahrt                   | Rundfahrt                  | SBF Visa                    | 1996           | Afrika Orient     |
| Floßfahrt                   | Flossfahrt                 | Eigenkonstruktion           |                | Afrika Orient     |
| Schwanenfahrt               | Tretboote                  |                             |                | Afrika Orient     |
| Knights Ride Tower          | Freifallturm               | ABC Rides                   | 2013           | Sonnenbucht       |
| Autodrom                    | Autoscooter                | I.E.Park                    | 2002           | Sonnenbucht       |
| Gokart-Rennbahn             | Go-Kart-Bahn               |                             |                | Sonnenbucht       |
| Riesenrad                   | Riesenrad                  | Fabbri                      | 2000           | Sonnenbucht       |
| Westernschiessstand         | Schießbude                 |                             |                | Westernstadt      |
| Bärentheater                |                            |                             |                | Westernstadt      |
| Westerneisenbahn            | Rio Bravo Train            | SBF Visa                    | 1995           | Westernstadt      |
| Westernkarussell            | Karussell                  |                             |                | Westernstadt      |
| Schneckenbahn               | Einschienenbahn            | Metallbau Emmeln            | 2001           | Pilzhausen        |
| Dino-Karussell              | Karussell                  | Zamperla                    | 2011           | Damalsland        |
| Flyrosaurus                 | Swing Tower                | SBF Visa                    | 2018           | Damalsland        |
| Skyglider                   | Breitwellen-Trockenrutsche | Wiegand                     |                | Damalsland        |
| Pendula                     | Wild Swing                 | ART Engineering             | 2022           | Märchenwald       |
| Kletterburg                 | Spielplatz                 |                             |                | Märchenwald       |
| Spielhaus                   |                            |                             |                | Das magische Dorf |
| Goldwaschanlage             |                            |                             |                | Das magische Dorf |

## Besondere Veranstaltungen

### Fantastica
An den Fantastica-Abenden wird die Öffnungszeit des Erlebnisparks bis in die Nacht hinein ausgedehnt. Dabei erfolgt eine Beleuchtung des Parks mit einer Vielzahl von Lichtquellen. Zudem wird den Gästen ein Feuerwerk präsentiert.

### Happy Halloween
Zur Halloweenzeit wird der Park durch Kürbisse, Strohballen und Skelette dekoriert. Während des Happy-Halloween-Events hat der Park von 13:00 bis 21:00 Uhr geöffnet. Des Weiteren werden zwei Horrorhäuser angeboten, welche ein Mindestalter von 16 Jahren voraussetzen und bei Einbruch der Dunkelheit öffnen.

## Auszeichnungen
Der Park sowie dessen Attraktionen, zu denen der Freefall-Tower Knights Ride Tower, die Wildwasserbahn Mami Wata, der Star Flyer Flyrosaurus sowie die Achterbahn Fridolin’s verrückter Zauberexpress zählen, wurden wiederholt auf internationaler Ebene in verschiedenen Kategorien ausgezeichnet. Unter anderem wurde der Park mit dem European Star Award in den Kategorien Beste Neuheit, Beste Dark Rides, Beste neue Achterbahn sowie Bester regionaler Freizeitpark prämiert.
| Auszeichnung                         | Attraktion         | Platz      | Jahr                   |
| ------------------------------------ | ------------------ | ---------- | ---------------------- |
| Europe's Best Dark Rides             | Knights Ride Tower | 5; 5; 4; 7 | 2014; 2015; 2016; 2017 |
| Europe's Best New Attraction         | Mami Wata          | 4          | 2015                   |
| Europe's Best New Rides              | Flyrosaurus        | 2          | 2018                   |
| Europe's Best Theme Parks (Regional) | -                  | 5          | 2019                   |

Außerdem belegte es den 4. Platz der Topausflugsziele 2024 in Salzburg.